# 超感8人組
《超感8人组》（英語：Sense8，“sensate”的谐音，/ˈsɛnseɪt/，意为“知觉的”）是一部由沃卓斯基姐妹和约瑟夫·迈克尔·斯特拉日恩斯基为Netflix创作的美国科幻剧情网络电视剧集。制作方之一Unpronounceable Productions专为本剧制作而设立。
剧集的第1季先介绍了各国群演。艾繆·艾敏、裴斗娜、杰米·克莱顿、缇娜·德赛、杜蓬斯·米德尔顿、马克斯·瑞麦尔特、米格尔·安吉尔·斯尔文斯特尔和布莱恩·J·史密斯饰演世界各地名突然成为“通感者”的八名陌生人，他们之间产生了心理上和情感上的連結。第2季中托比·盎乌迈尔代替了艾敏。这部剧集旨在探索创作者觉得迄今为止许多科幻影视作品尚未着重表现的主题，比如政治、身份认同、性、性别和宗教。
第1季共包括12集，于2015年6月5日在流媒体服务网站Netflix上首发，赢得评论界的几乎一致好评。 当年8月8日，Netflix宣布续订第2季。Netflix于2016年12月23日发布了时长2小时的圣诞特别集，获得了相似的积极评价。包括10集的第2季于2017年5月5日发布。2017年6月，Netflix宣布将不会拍摄该剧集的第三季，《超感8人组》正式被砍，這使得粉絲極度不滿。由於粉絲的大力支持，使得他們於2018年推出長達2小時的大结局。

## 背景
《超感8人组》讲述了世界各地的八个陌生人的故事，威尔（Will）、莱利（Riley）、卡菲亞斯（Capheus）、朴珊（Sun Park）、利托（Lito）、卡拉（Kala）、沃爾夫冈（Wolfgang）和娜咪（Nomi），每个人都来自世界的不同地方，有不同的文化背景。八个人之前的生活并无关联，但某日都突然看到了一个女子安洁莉卡（Angelica）自杀的血腥幻象，成为了“超感者”（“Sensate”）。八人之间开始产生精神和情感上的感应，能够透過感应互相交流，共享感觉、知识、语言和技能。八人继续自己的生活，同时都希望了解这背后的含义和秘密。然而这八人并不知道危险将至，一名有同样能力的神秘男子乔纳斯（Jonas）突然出现，保护这八人免受“低语者”（Whispers）的追杀。“低语者”也是一名超感者，他營運着一个致力于透過自己与族群之间的連結追捕、迫害他们的组织-生物基因儲藏組織“BPO”。

## 演员
- 艾繆·艾敏（第1季）/ 托比·盎乌迈尔（英语：Toby Onwumere）（圣诞特别集至最終季）[10] 饰 卡菲亞斯·“云顿”·盎雅格（Capheus "Van Damme" Onyango），[11][12]肯尼亚内罗毕的私人巴士（英语：matatu）司机。
- 裴斗娜 饰 朴珊（Sun Bak），韩国首尔的富商之女，同时还是一位迅速成长的地下自由搏击明星。[13][14]
- 杰米·克莱顿 饰 娜咪·马克斯（Nomi Marks），与女友阿曼达住在美国旧金山的政治博客写手兼黑客主义者（英语：hacktivist）。她是一名跨性别者和女同性恋者。[13][15]
- 缇娜·德赛（英语：Tina Desai） 饰 卡拉·丹德卡尔（Kala Dandekar），印度孟买一名接受过大学教育的藥劑師，同时也是一名虔诚的印度教徒。[13][16]
- 杜蓬斯·米德尔顿（英语：Tuppence Middleton） 饰 莱利·布鲁（Riley Blue），住在伦敦的冰岛DJ，努力地想要摆脱一段糟糕的过去。[13][17]
- 马克斯·瑞麦尔特 饰 沃爾夫冈·波格丹诺夫（Wolfgang Bogdanow），柏林锁匠和保险柜窃贼（英语：safe-cracker），出生於東德组织犯罪背景的家庭，与已过世的父亲有未竟的纠纷。[13][18]
- 米格尔·安吉尔·斯尔文斯特尔（英语：Miguel Ángel Silvestre） 饰 利托·罗德里格斯（Lito Rodriguez），来自西班牙巴斯克自治區的男演员，因事业所迫而深柜，与其男友赫尔兰多住在墨西哥城。[13][19]
- 布莱恩·J·史密斯 饰 威尔·戈尔斯基（Will Gorski），芝加哥警察，常被童年目睹的一起未结的谋杀案而扰乱心绪。[13][20]

## 分集列表
| 季數 | 集数 | 集数 | 上線日期       | 上線日期       |
| ---- | ---- | ---- | -------------- | -------------- |
| 1    | 12   | 12   | 2015年6月5日   | 2015年6月5日   |
| 2    | 12   | 1    | 2016年12月23日 | 2016年12月23日 |
| 2    | 12   | 10   | 2017年5月5日   | 2017年5月5日   |
| 2    | 12   | 1    | 2018年6月8日   | 2018年6月8日   |

## 制作

### 概念
据沃卓斯基姐妹所说，《超感8人组》来源于宣布剧集的数年之前的“一场关于科技如何同时连接和分离我们的深夜对话”。斯特拉日恩斯基回忆，当沃卓斯基姐妹决定制作她们的首部剧集时，由于斯特拉日恩斯基在这个领域的丰富经验，拉娜选择邀请他到自己位于旧金山的住所共同进行头脑风暴。他们三人都同意，如果他们要制作一部电视剧，他们想做一些“史无前例”的东西，并改变“电视制作的词汇表”，如同黑客帝国曾做过的那样。讨论结束几天后他们决定他们会创作一部讨论人类竞争中介于同理心和演化之间的人际关系，并以世界为尺度讲述故事，因此需要在全世界数个国家外景拍攝，与试图尽可能限制或伪装外景的标准电视剧制作模式正好背道而驰。沃卓斯基灵感的来源之一是她自己想象的住在世界各地的朋友同时观看一部电影并在线上分享评论的体验。
拉娜在头脑风暴结束的第二天想出了剧集的名字，当时他们甚至还没有决定要有多少角色。拉娜带着一个写着“sense8”的笔记本去找斯特拉日恩斯基，这个词是“sensate”的谐音，并代表着8个主要角色，告诉他：“最困难的部分已经完成了！”

### 构思
三人对他们想出的概念很是兴奋，他们决定自己围绕这个点子进行开发，而不是将它卖给他人。沃卓斯基姐妹撰写了三小时长的待售劇本，并同斯特拉日恩斯基一道向华纳兄弟和HBO之类的公司推销它。但当他们发现没有人能理解这个概念，所以他们决定将剧本搁置。几年后，当他们觉得电视界的环境已变得对实验性的概念更友好的时候，他们决定开始新一轮的推销。2012年10月2日，《综艺》杂志第一个曝光了这个项目，并称在姐妹二人自己所有的Studio JMS和Georgeville Television的帮助下，她们会在接下来的一週裡向洛杉矶各电视台推销《超感8人组》。如果剧集被选中立项，姐妹二人和斯特拉日恩斯基会轮流运营。此外，如果时间允许，沃卓斯基姐妹计划导演其中的几集。据斯特拉日恩斯基所说，他们见的第一个潜在买家就是Netflix。沃卓斯基姐妹和特斯拉日恩斯基与Netflix讨论了诸如性别、身份认同、保密和隐私权之类的主题。而据拉娜所说，他们在全球取景的要求得到了Netflix的积极回应，与他们与其他几家播出平台已流产的接触中“没门”的回应截然相反。他们亦告诉Netflix他们只接受能“做任何事”的条件，比如“有着各种肉体的心灵狂欢会”以及“甚至是活产镜头”，Netflix也欣然接受。会面过后，尽管一切似乎都很顺利，他们却担心他们犯了错，因为他们没有敲定任何行动，也没有提及商业方面。中午之前，他们还没来得及接触HBO或其他播出平台， Netflix就致电抢先签下了第1季。2013年3月27日，Netflix宣布订购10集长的第1季。之后，在拍摄期间，基于剧本的高密度和被扩展的第1集第1场，制作人和Netflix达成协议，将第1季扩增至12集。
拍摄开始之前，斯特拉日恩斯基和華卓斯基姐妹勾勒出了该剧共5季的蓝图，包括该剧的剧终集，就如同斯特拉日恩斯基曾在剧集《巴比伦5号》中做过的那样。演员一次性签约5季。“我们敲定了一个长达五年的故事。我们已经勾勒出了5季的骨架，我们的演员合约按5季签署，最终有5季还是6季取决于间歇期”斯特拉日恩斯基说。第1季作为系列的起源故事。当被问及他们的宝典有多长的时候，斯特拉日恩斯基回答“它在我们的脑海里”。然而，斯特拉日恩斯基的确曾编纂过一份30页的文档，假设第1季获得成功，第2季的关键点会是什么。
漫画书作家史蒂夫·斯格罗斯从《黑客帝国》起就与沃卓斯基姐妹有了电影和漫画书两方面的合作，并为本剧画了分鏡。朱莉·沃卓斯基，两人的妹妹，在第1季片尾字幕中作为“故事研究员”署名。
莉莉·沃卓斯基在做完变性手术之后，决定暂别剧组，不再作为编剧或导演回归第2季，但她仍然作为联合创作人保持活动。为了帮助沃卓斯基姐妹完成对电视界的首次进军，斯特拉日恩斯基在第1季中从前期到后期保持了相当高的活跃度，并称因为拉娜觉得她已经可以自己应付拍摄方面的工作，他在第2季中的主要工作在剧本撰写完成后就已基本结束。出于她童年时对电视特别集的热爱，拉娜想出了把第2季第1集变成圣诞特别集的主意，像《希尔街蓝调》，《默克与明迪》和《我的孩子们》一样。拉娜称她很喜欢特别集正好在她和身边人生日、假日和重要事件庆典时播出，因为那些演员给人以既亲近又孤立的感觉。
小说家兼专栏作家埃里克桑德尔·何蒙和小说《云图》的作者大卫·米切尔作为“顾问”署名第2季。何蒙提到他在某种程度上参与了第2季剧本的撰写。他在2009年首次与沃卓斯基姐妹见面，当时她们为了找寻写个满意的电影剧本的灵感而采访他，但他却反过来记录她们并在2012年为《紐約客》杂志写出了关于电影《云图》的制作的报道。拉娜在同妹妹和汤姆·提克威尔一同改编《云图》为电影之后，与米切尔成了朋友。在拍摄《超感8人组》不久之前，拉娜阅读了米切尔的《骨头钟》，并被其像是《超感8人组》和《朱比特崛起》的结合体的事实惊艳，尽管他们是独立完成各自的作品的。“这是一种非常奇怪的‘超感’式的体验，”拉娜说。
据演员所说，第2季的取景城市由第1季的9个扩增至15个。

### 撰写
第1季的剧本初稿由三位创作人分担撰写：沃卓斯基姐妹撰写第1、2、3、7、8集剧本，而斯特拉日恩斯基撰写第4、5、6、9、10集。随后他们交换剧本进行润色。斯特拉日恩斯基称剧本中一个绝妙的部分是由他和拉娜撰写的。斯特拉日恩斯基相信这样的写作方式能够掩盖各自的短处，并有利于相互学习。他认为动作戏和情节是她们最大的优势，而叙事结构则有所不足。而另一方面，他觉得自己擅长结构而短于动作。斯特拉日恩斯基说他工作的方式是先在头脑里想出完整的剧本，从头至尾，再将其写下来，而沃卓斯基姐妹会先写下她们已经想好的场景，把还没有想好的部分暂时丢下，她们不断地交换各个部分的位置以求获得最好的效果。
早期版本的故事以一位来自伊拉克的通感者，并且反派低语者有更多的戏份。但后来编剧决定改变形式，减少叙事部分，除了介绍八位通感者的首集开场部分。这意味着旧金山的戏份必须围绕诺米展开，芝加哥的戏份必须围绕威尔展开，诸如此类。由于一开始角色被设定为不知道正在发生什么，他们不能像传统剧集一样剪进反派的镜头，观众们一开始带着与角色相同的疑问和困惑。随着角色们逐在随后的几集中逐步明白他们身上发生了什么，观众也同步了解。斯特拉日恩斯基注意到如果他们是为传统电视网创作，这种方法将不可行。“本剧的首集完全不同于传统试播集。你必须在试播集设定好世界观、解释清楚一切来吸引观众，”斯特拉日恩斯基说。相反， 冒险在狂欢式观看平台的代表Netflix上推进项目，给了剧集以一种与众不同的步伐——像连续12小时的电影一样——讲述故事的可能性。
拉娜·沃卓斯基，一名女变性人，在本剧中创造了她生涯中首个跨性別角色：诺米·马克斯。她在这个角色身上部分融入了 自己的经历。“其中有部分紧绷的、自传性质的场景，这有点困难，有点超现实，”拉娜说。斯特拉日恩斯基声称就像拉娜对诺米有共鸣一样，他对沃夫冈·波格丹诺夫这个角色也颇有感触，因为他们都与各自的父亲关系很糟糕。“故事叙述中，沃夫冈是我的‘正北’，”斯特拉日恩斯基说。斯特拉日恩斯基没有透露在撰写过程中，莉莉·沃卓斯基对哪个角色感同身受，他说要由她自己决定是否要揭晓。此后莉莉也作为跨性别者出柜。她变性的过程开始于第1季发布之前，而诺米·马克斯的扮演者杰米·克莱顿对此事早已知晓。
与第1季三人分头工作、频繁开会的方式不同的是，第2季的撰写是在一个共同的编剧室中完成的。

### 选角
对于美国之外的角色，制片人想要组建一个国际化的演员阵容，而且演员要尽可能有鲜明的国家特征。比如，瑞麦尔特、德赛和裴斗娜同他们分别的角色一样来自柏林、孟买和首尔。因为8个主要角色有着同一个生日，所选择的演员都在二十多岁至三十多岁之间。制片人想要一个中日韩角色，而又因为沃卓斯基在《云图》和《木星上行》中与裴斗娜有过合作，他们决定为她创作一个韩国角色。 裴斗娜对合约中5季的计划很是忧虑，因为这意味着她接下来的十年都要拍动作戏，会对她结婚怀孕有影响。创作人告诉她不必忧虑，如果这些事真的发生了，他们可以让她的角色直接“领便当”，于是她加入了剧组。米德尔顿在拍摄《木星上行》时已经知道沃卓斯基姐妹在写《超感8人组》的剧本，但她并不认为她们会请她出演。克莱顿同她所扮演的角色一样是个跨性别者。她被《超感8人组》所吸引，因为这是个在一个跨性别导演兼编剧手下扮演一个跨性别者的机会，而且她还是科幻和斯特拉日恩斯基的粉丝。>汉娜作为低语者的候选者被带到剧组，因为当时他们觉得可以让她扮演一个去性别化的角色， 但当她到来之后，他们告诉她他们想让她扮演安吉利卡。克里斯蒂安·奥利弗曾参与《極速賽車手》，他对在沃卓斯基的作品中再次扮演反派很是兴奋。乔·潘多利亚诺曾参与沃卓斯基姐妹的电影《驚世狂花》和《黑客帝国》，此次扮演不署名角色威尔的父亲。
2016年4月26日，《最后期限》杂志报道艾敏在第2季已经制作数集时突然退出，由于与沃卓斯基姐妹一场源于该季拍摄开始时一次不欢而散的席间谈话的愈演愈烈的争执。《最后期限》文章及艾敏的搭档杜蓬斯·米德尔顿都指出这些争执只是“创意分歧”（creative differences）。当被问及此事，斯特拉日恩斯基表示他不在场，不知道艾敏与拉娜之间发生了什么，但他尊重两人的选择。随着艾敏的退出，坎普斯的角色由托比·盎乌迈尔在经过七天试镜后接手。由于他从没有看过这部剧，盎乌迈尔专门为了试镜而观看了几集。曾参与《极速赛车手》和《木星上行》的吉克·盖里接到拉娜的电话，通知他他们专门为他创作了一个角色。2016年9月，西爾維斯特·麥考伊透露他参与了某部Netflix剧集三至四集的录制，随后被证实其参与的正是《超感8人组》，并且如果他希望的话，可以签约更多季。曾出演《云图》中一个小角色的马丁·乌特克亦加入了第2季剧组。
卡门·谷巴担任剧组的选角导演。

### 拍摄与取景
为了适当地表现这个故事国际化的一面，《超感8人组》剧组几乎走遍了全球。 第1季在8个国家的9个城市摄制：芝加哥、旧金山、伦敦、柏林、首爾、雷克雅維克、墨西哥城、奈洛比和孟买。制作首先于2014年6月18日在旧金山开始。制片人与“号角胡同壁画项目”的负责人协商成功，让艺术家们用作品点缀剧集。芝加哥的摄制开始于7月9日，8月8日杀青，摄制同时取实景及在Cinespace Film Studios的摄影indianexpress棚进行。在实地拍摄期间，出品人在印第安那州加里发现了市卫理公会教堂，于是他们修改了剧本中对教堂的描述以在这里取景。他们亦在芝加哥的“超级热狗”汽车通过式餐厅拍摄，期间顾客们被要求不要盯着剧组看。拉娜和莉莉是此地常客。在德国的拍摄亦有在柏林城外巴貝爾斯堡攝影棚进行。在内罗毕的一场戏动用了700名臨時演員、200辆车和1架直升机。在孟买，他们拍摄了一支由《貧民百萬富翁》的隆吉纳斯·费尔南德斯编排的宝莱坞歌舞。编剧希望能在每个城市拍一场有当地特色的戏。他们成功地安排了在舊金山同志驕傲大遊行的女同性恋三月自行车上的活动、芝加哥美国独立日烟花秀和印度教节日象神节期间的拍摄。此外他们拍摄了一段旧金山鲜肉节期间的酷兒表演，伦敦KOKO的一次俱乐部活动，和在墨西哥城瑙卡尔潘体育馆一场真正的职业墨西哥摔角，角斗士们还带着摔跤面具。最后，飞机上的戏份是剧组在伦敦飞往冰岛的航班上实景拍摄的。2014年11月17日，斯特拉日恩斯基发推称主单元的拍摄已经完成，只有部分冰岛冬季的镜头要在下个月拍摄。这些拍摄随后由于冰岛雪量不足延后至次年1月中旬，全剧的杀青镜头于1月21日在雷克雅未克的哈帕音乐厅拍摄完成。在摄制结束时，制作者们已经积累了100,000英里（161,000），相当于绕地球四圈。
第2季主单元的制作原定2016年3月开始，但一场有主要演员参与的镜头2015年12月30日圣诞季期间在柏林开拍。接着他们又于2016年1月23日至24日在芝加哥进行了短暂的拍摄。2016年3月中旬拍摄在柏林继续，接着25日开始在孟买继续进行了10天的拍摄。艾缪·艾敏在孟买的拍摄后离开剧组。4月7日在波西塔諾的拍摄开始。4月稍晚时候，盎乌迈尔顶替艾敏，拍摄移至墨西哥，并在墨西哥城北小镇麦特佩克进行了一日拍摄。5月7日在加利福尼亚州旧金山的拍摄开始，拍摄持续至23日。外景制片人马修·瑞塔接到了公园与游憩部门的罚单，原因是在比利哥特山的一场浪漫戏期间“有人突然裸体”。紧接着是一场在马利布洛杉矶的短暂拍摄。在巴西圣保罗的拍摄包括了3月的第20届聖保羅同志大遊行的镜头。芝加哥的拍摄始于6月5日，15日杀青，紧接着是英国伦敦、劍橋和蘇格蘭，7月4日杀青。然后拍摄转移至荷兰阿姆斯特丹和海牙，直至19日。接下来是肯尼亚内罗毕和韩国富川市。后来，拍摄短暂地回到伦敦及柏林，直至9月中旬。最后他们在马耳他卡爾卡拉摄影棚的水箱中进行了两天的拍摄。2016年9月19日，随着在马耳他的摄制的完成，该季的所有拍摄正式杀青。

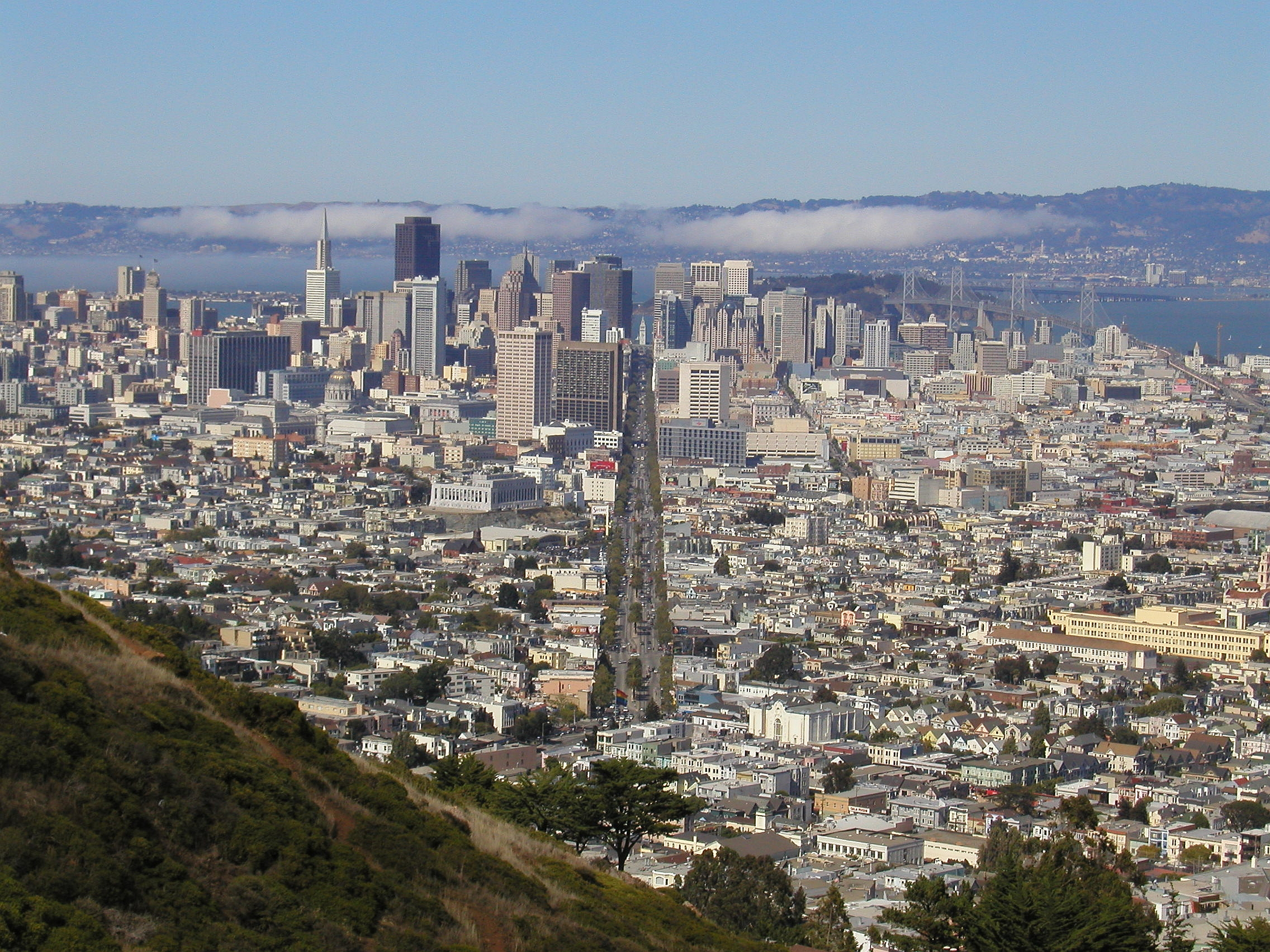
旧金山
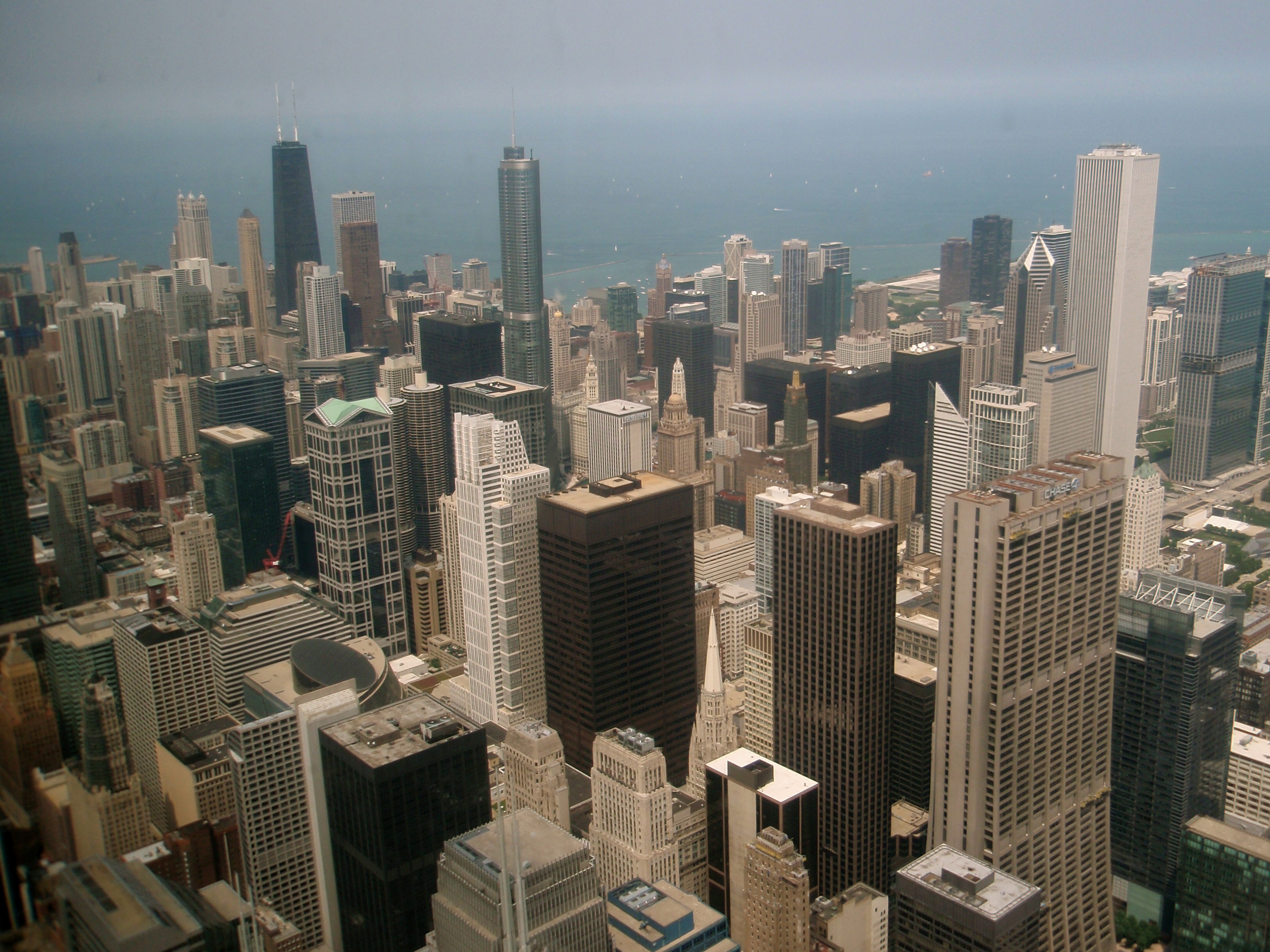
芝加哥
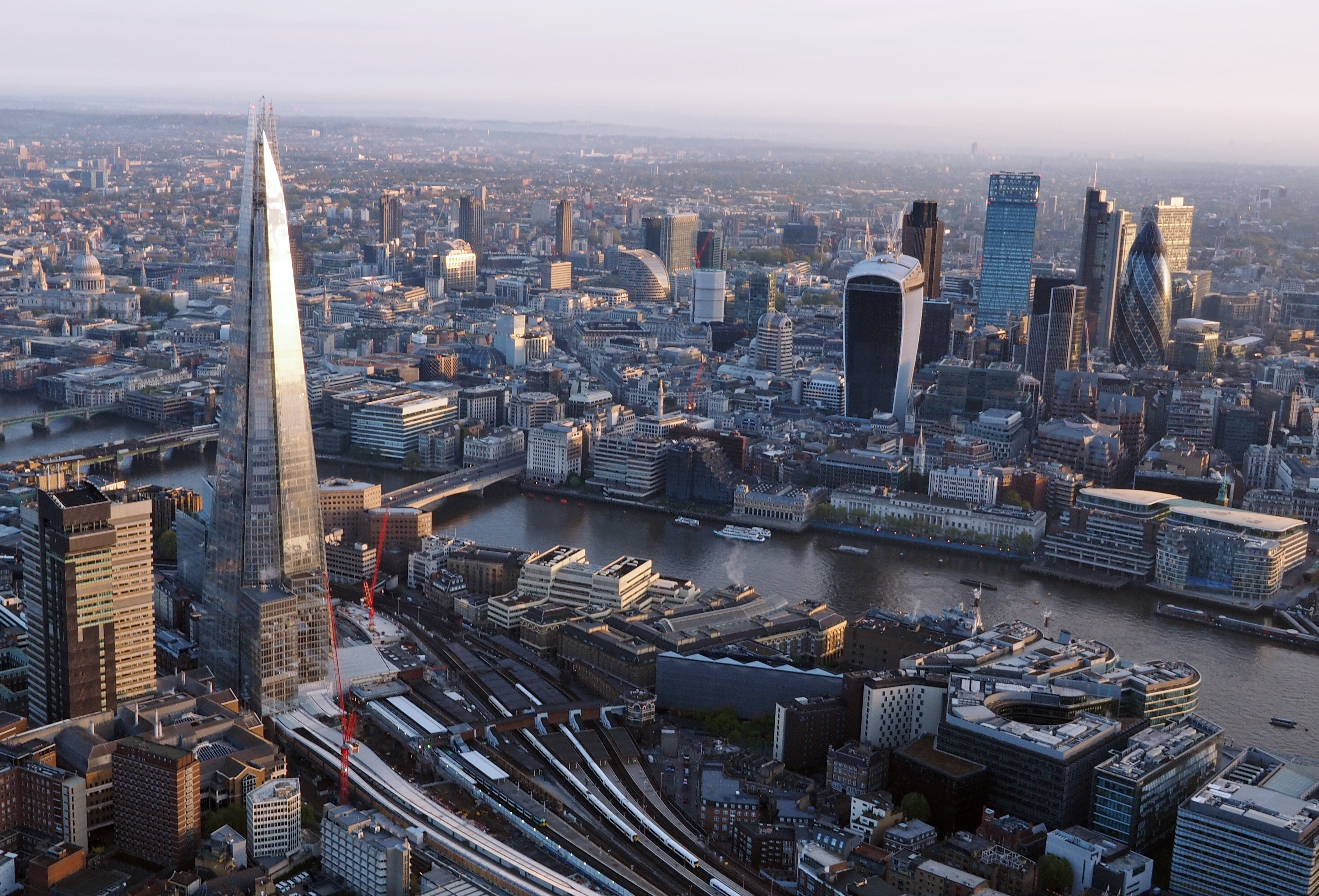
伦敦
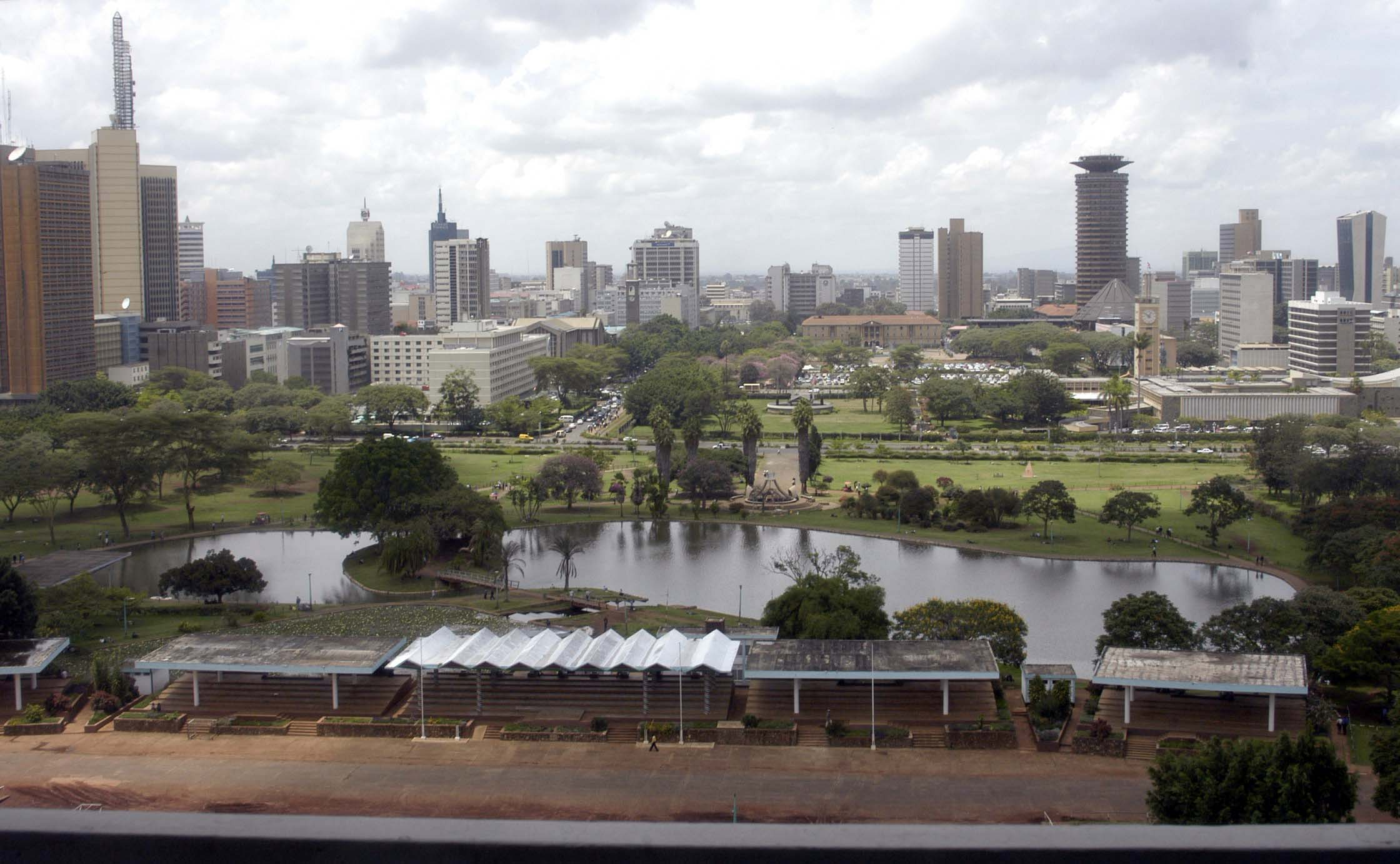
奈洛比
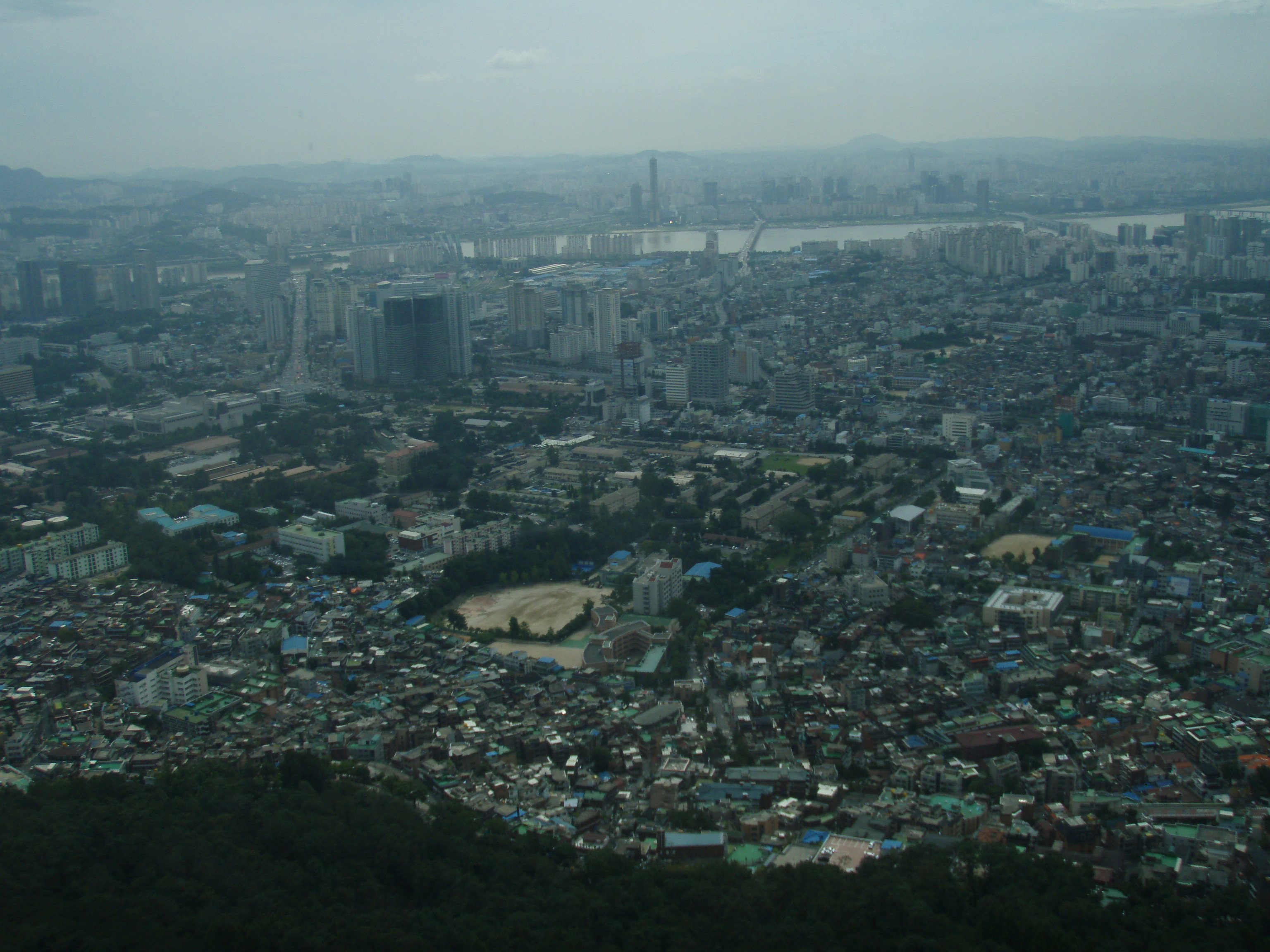
首爾
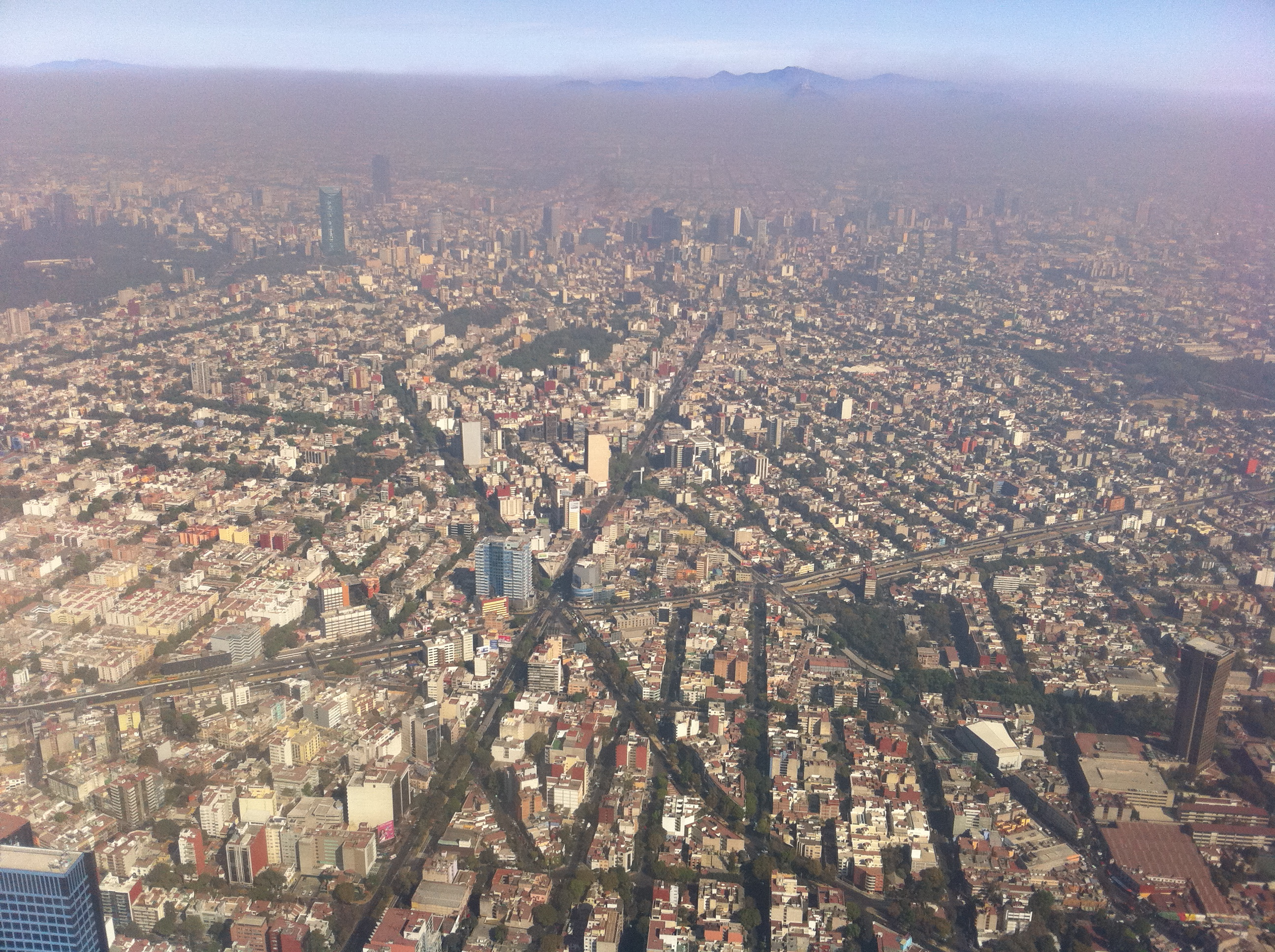
墨西哥城
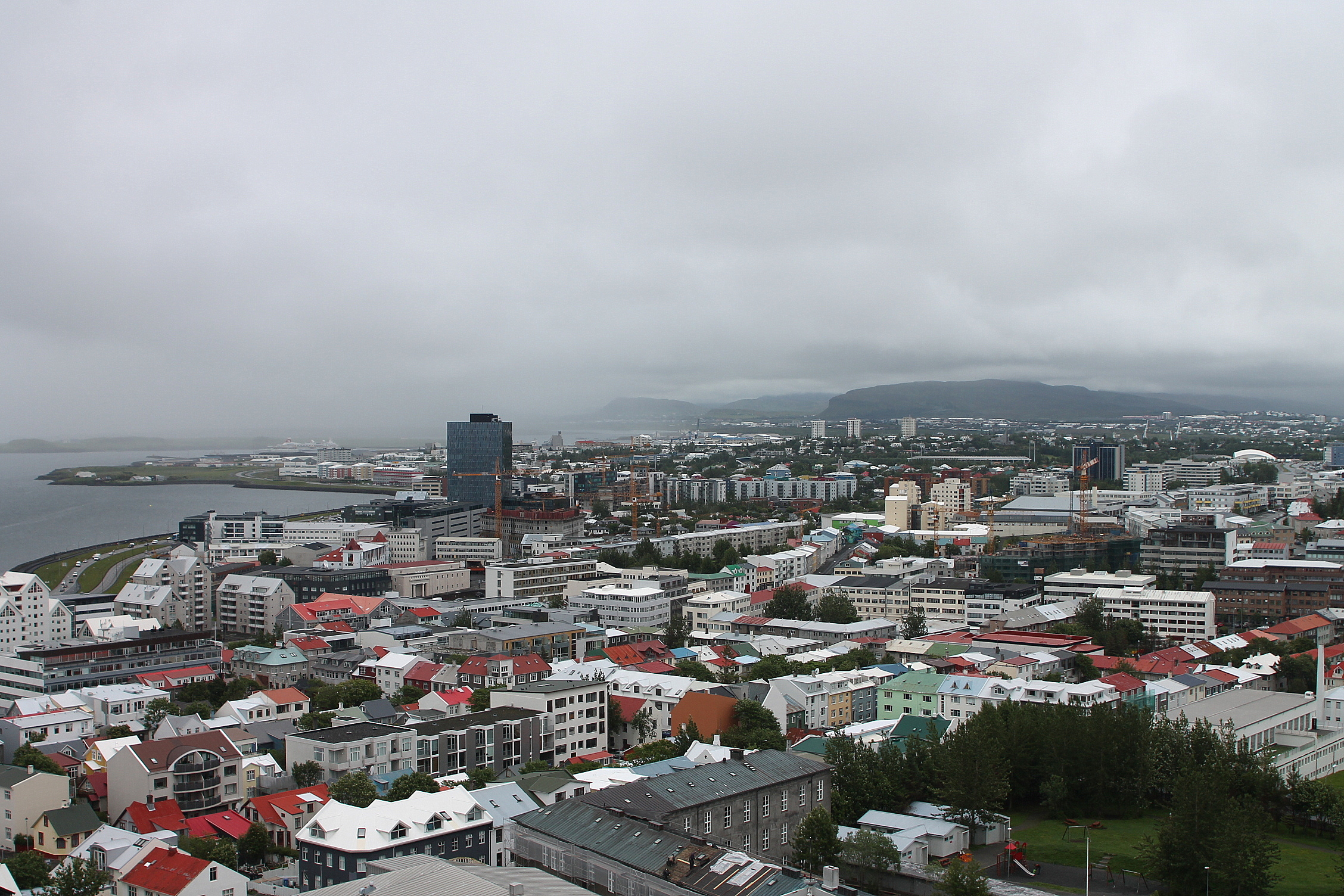
雷克雅維克
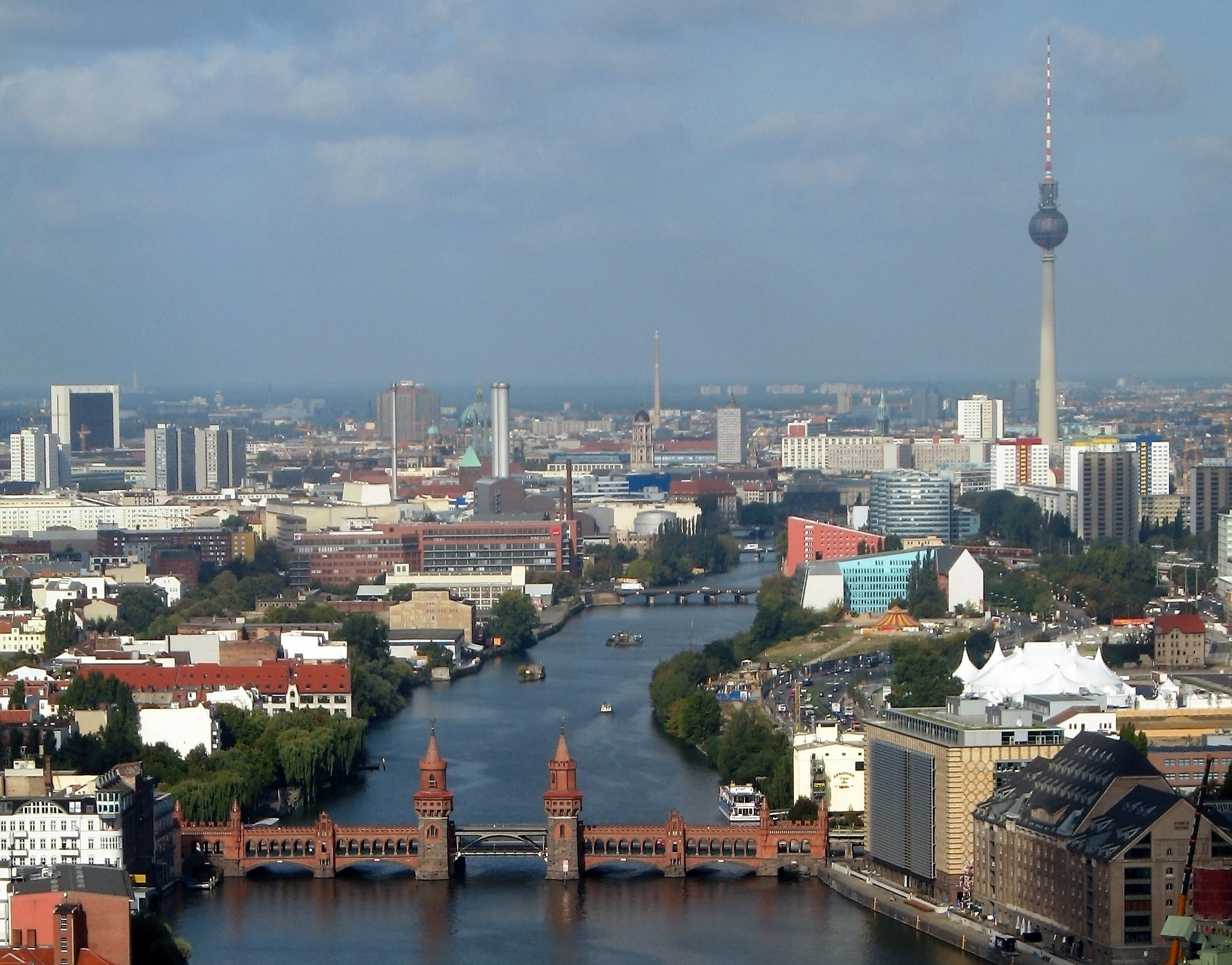
柏林
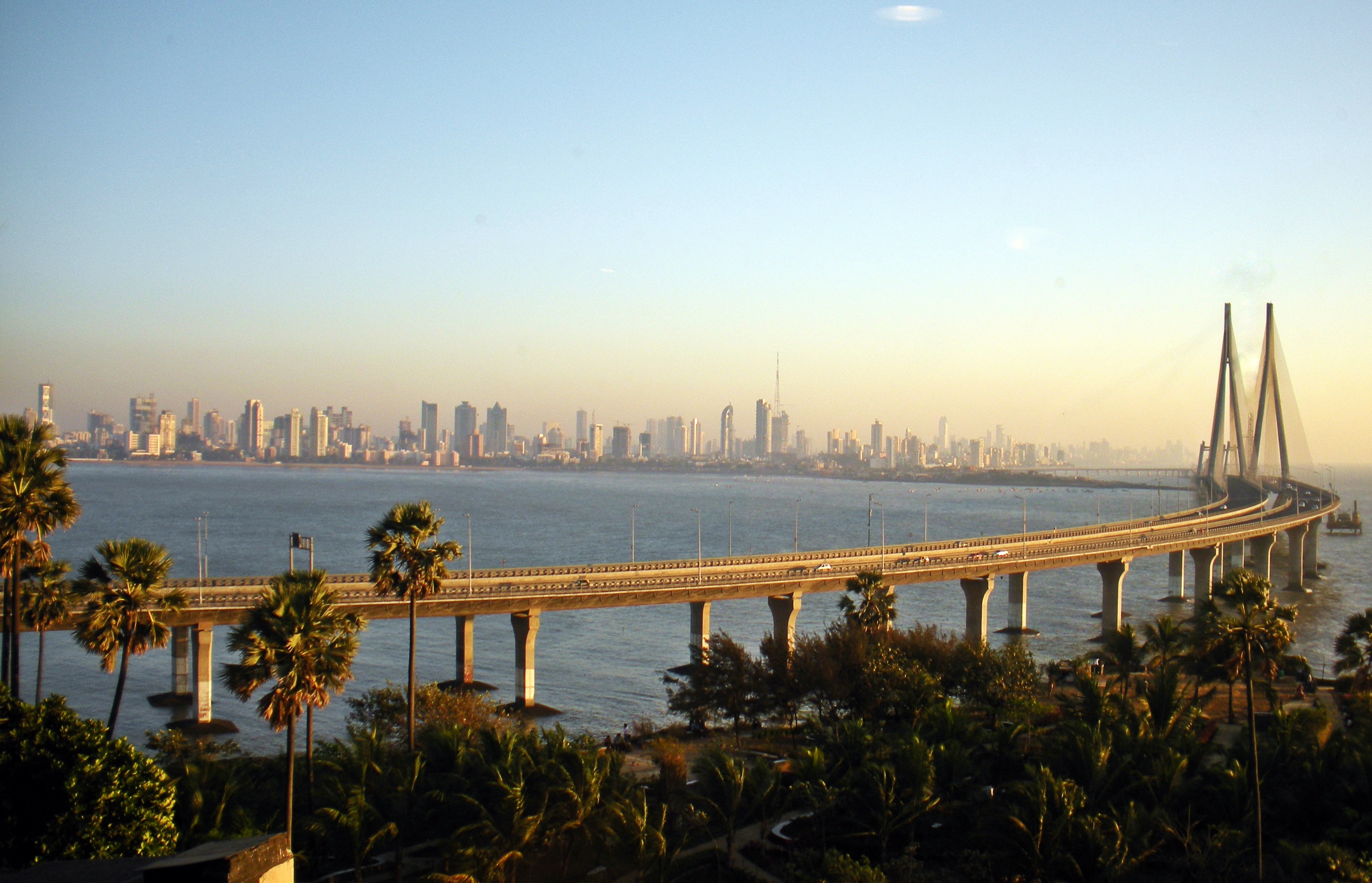
孟买

### 执导
剧集的导演按拍摄地点而不是按集指派，所以实际上并没有任何一集只有一名导演。第1季拍摄期间，沃卓斯基负责在芝加哥和旧金山拍摄的场景，以及伦敦和冰岛这两个原定由斯特拉日恩斯基掌舵拍摄之地的工作。斯特拉日恩斯基最终因为这两处取景地有大量动作戏而将其让给沃卓斯基姐妹，转而在後期製作投入心力。 詹姆斯·麦克特格（《V字仇杀队》、《忍者刺客》）负责在墨西哥、孟买及部分雷克雅未克的拍摄，德国导演汤姆·提克威尔（《云图》）的作品《内罗毕半条命》给了沃卓斯基姐妹很深的印象，掌舵在柏林和内罗毕的拍摄。丹·格拉斯从《黑客帝国2：重装上阵》开始就是沃卓斯基姐妹的御用视觉效果总监，在《超感8人组》继续担任此职，并执导首尔部分。尽管有时候不同单元的拍摄时同时进行的，沃卓斯基姐妹会到各个国家去与当地的负责导演合作。据报道，沃卓斯基姐妹执导了本是其他导演负责的西尔维斯特在墨西哥城的特技动作场景、内罗毕的“云顿”巴士追车场景和出现了開山刀打斗戏。沃卓斯基姐妹总共署名导演7集，麦克特格和提克威尔各2集，格拉斯1集。《超感8人组》拍摄期间沃卓斯基姐妹每天完成10至15页剧本，远远超过她们在常规大制作电影中的每天2-3页。她们觉得这种方式给了她们很多压力，但同时莉莉觉得自己能适应这种节奏很让她激动。提克威尔说他必须按照每天完成7分钟镜头的步伐拍摄，他也觉得这和电影的拍摄非常不同。
在第2季，拉娜接手了剧集的很多方面，再加上她妹妹的休息，她作为导演的责任也加重了。音效制作混音师史蒂夫·海伍德叙述说拉娜的导演风格是以双机位为标配，并用大概15至20分钟的“超长镜头”开始拍摄。此外，拉娜的剧组没有任何排練。“我们在镜头前排练得很有效果，”，海伍德说。如果剧本出现任何技术问题，拉娜希望演员能够即兴发挥继续拍摄，而不是喊 “cut”。麦克特格作为墨西哥单元导演回归。提克威尔作为内罗毕单元导演回归，但不再负责柏林部分，因为他正忙于自己的剧集《巴比伦柏林》，与第1季相同的是，第2季的每一集只会有一位导演署名，本季都是拉娜。

### 拍攝
Netflix要求本剧用4K摄像机拍摄，以保证其不易过时，以主要摄像导演身份署名的约翰·托尔查看了9个各具特色的拍摄地点不同的外观特点，并决定使用索尼CineAlta PMW-F55摄像机搭配卡尔·蔡司Ultra Prime和库克光学S4镜头完成大多数摄制。第1季摄制期间，曾在《云图》和《木星上行》中与沃卓斯基姐妹和格拉斯合作的托尔亲自掌管芝加哥、旧金山、伦敦、冰岛、和首尔的摄制工作。托尔摄像的方法是使用大量有些不必要的摄影机稳定器和手持摄像机来满足电视剧制作相对于他习惯的电影制作的更紧张的时间表。其余摄影师与其他导演一同在另外的地点工作，但他们都有同样的拍摄风格，因为他们也面临着同样的问题。麦克特格为墨西哥城和孟买的摄制选择的摄影师是曾参与摄制他的作品神探愛倫坡：黑鴉兇殺案和倒數行動的丹尼·罗尔曼。提克威尔分别选择了弗兰克·格瑞比和克里斯蒂安·阿尔莫斯伯格一道完成柏林和内罗毕的场景。格瑞比曾参与包括《云图》在内的七部提克威尔作品的摄制，阿尔莫斯伯格则曾是《灵魂男孩》和《内罗毕半条命》两部提克威尔作品的摄影师。
在第2季中，罗尔曼继续使用F55s，并在墨西哥城与麦克特格合作， 阿尔莫斯伯格与提克威尔一起在内罗毕工作，托尔则陪同拉娜·沃卓斯基负责其余地点的摄制。

### 效果与后期
首尔单元导演丹·格拉斯和吉姆·米切尔（英語：Jim Mitchell）兼任第1季的视觉效果总监。一个内部视觉效果团队在芝加哥建立并完成了700个镜头。主要的外部视觉效果供应商有Locktix VFX（160-180个镜头）、Technicolor VFX（超过100个镜头）和Encore VFX。其它的工作由Studio 8 FX、Trace VFX和Almost Gold完成。由于剧集紧张的预算和时间表，摄制组决定由摄像机实时完成大多数视效，并且只把它们适当地数码增强。事实上大部分的超感交流和拜访是由演员们简单地在镜头中进出完成的。格拉斯称大多数视觉效果在最终呈现时是细微的，诸如Split screen (video production)、移除职员和设备、天气增强和画面插入之类的简单处理。在完成的显著视觉效果中，格拉斯举出了操纵演员外表年龄，在冰岛的汽车场景中增强天气的戏剧性，以及几处利用绿幕和電腦成像合成的刀、血和伤口的例子。
特艺七彩技术公司处理了原片并与摄影师约翰·托尔和沃卓斯基姐妹合作来给作品调色，给画面一种被调色师托尼·达斯丁描述为“既真实又超现实，有着被稍微提升的饱和度”的风格。沃卓斯基姐妹把制作任务变得不像普通的电视剧拍摄那样“死板”，允许职员在叙述过程中加入一定自己的理解，直到发布之前两周。她们亦希望使用达·芬奇解析软件为本剧集调色，使其在这方面能够达到院线电影的水平。特艺七彩以4K完成了剧集画面处理，并同时交付了2K和4K版本。
《超感8人组》在沃卓斯基姐妹位于芝加哥的总部Kinowerks剪輯，两季的剪辑工作分别由乔·霍贝克和约瑟夫·杰特·萨利、萨利和芬奥娜·可贝克完成。萨利曾作为《极速赛车手》的首席助理编辑和《忍者刺客》的编辑于沃卓斯基姐妹合作。沃卓斯基姐妹发现，由于所需要的制作周期太短，编辑过程将会变得极具挑战性。 莉莉表示，据美国导演工会的标准，一部故事片通常应至少拥有10周的后期制作时间，但在《超感8人组》的第1季的后期制作被迫加快了步伐，每两周就需要完成单集时长1小时的两集（几乎等同于一部故事片）。

### 配乐
约翰尼·克里麦克和汤姆·提克威尔——电影《云图》配乐的联合创作者，并在《黑客帝国3：矩阵革命》的原声带中有所贡献——谱写了剧集的配乐，并由他们在《云图》中的老合作者吉恩·普锐斯克尔配管弦乐。克里麦克评价他和提克威尔与沃卓斯基姐妹的合作说：“我们通常会进行一星期疯狂的创作讨论。这是个协作的过程，不掺杂自我。”音乐在摄制开始之间就已经写好并由MDR莱比锡广播交响乐团录制。这样一来制作过程中就可以在设置之前给演员回放音乐。提克威尔在电影中总是这样制作音乐，并向沃卓斯基姐妹介绍了《云图》在前期先制作音乐的概念，这对姐妹表示她们再也不会用其他方式制作电影了。
这首主题曲由沃卓斯基姐妹从提克威尔和克里麦克创作的2小时长的原创音乐中挑选，由一个7至8分钟长的片段缩短而来，并如沃卓斯基姐妹所愿加入了合唱和电子元素。剧集在第68届黄金创意艺术艾美奖期间被提名杰出原创主题曲奖。
伊森·斯托勒尔和加布瑞尔·伊萨克·蒙西（Gabriel Isaac Mounsey）——沃卓斯基姐妹和提克威尔曾经的合作者——作为配乐创作者署名。斯托尔亦担任了剧集的音乐编辑一职。
第4集标题“这是怎么回事？”来源于4 Non Blondes的歌曲“What's Up?” ，这首歌在一出主要角色首次感体验官互通的场景中的集体合唱中起了重要作用。在诺米逃离医院之后这句歌词整日在她脑海中回响，阿曼尼塔听出了这首歌，并说这简直是脑叶切除手术的原声带。

### 片头
为了制作这部剧集接近2分钟长的片头，拉娜·沃卓斯基的妻子卡琳·温斯娄（Karin Winslow）租了一辆车，在摄像助理在第1季涉及到的8个国家取景并录制了超过100个镜头。“拉娜给我的任务是出门并据我所见描述各个国家；找出那些细微的差别，找到当地的食物，弄清楚当地人在做什么，得到对每个地方的印象，”温斯娄说。第2季中部分素材被新的镜头所代替。在剧集中，她作为“主要片头设计”署名。

## 反响

### 评论与流行
《超感8人组》第1季的评论界反馈总体正面。爛番茄网站给出了68%的新鲜度和基于44次评分给出的6.11/10平均分。 评论的共识是：“部分剧情接近不合逻辑的边缘，但是多样立体的角色和不同故事线间的有趣交集仍然使这部剧集引人注目。”在Metacritic上，基于23个评论的加权平均分为63/100，是“一般性的正面评价”。
《超感8人组：圣诞特别集》也受到了正面评价。烂番茄给出了86%的新鲜度和7.0/10的评分。
在Netflix的一份报告中，70%至少看到了第3集的观众看完了整个第1季，斯特拉日恩斯基被告知有人“反复看完了三四次，甚至六次”。在Netflix的另一份报告中，《超感8人组》被列为人们更愿意一次性看完而非断续看完的那类剧集之一。Netflix的首席内容官泰德·萨兰多斯盛赞了《超感8人组》在其新兴的法国和德国市场乃至全球的成功。掌管国际剧集业务的Netflix副总裁埃里克·巴尔麦克称《超感8人组》是Netflix在巴西市场最成功的剧集之一。 第1季首映不到三天，《综艺》杂志就报道它已经被盗版超过五十万次，超過了正版數位播映系統的觀看數。

### 获奖与提名
| 年   | 奖项                 | 分类                                                             | 对象 | 结果 | 备注            |
| ---- | -------------------- | ---------------------------------------------------------------- | --- | ---- | --------------- |
| 2015 | 波兰金蛙奖           | 第一印象–电视试播集竞争                                          | 沃卓斯基姐妹（导演），约翰·托尔，丹尼·罗尔曼，弗兰克·格瑞比（制作）                                                                                         | 提名 | [ 157 ] [ 158 ] |
| 2016 | 多利安奖             | 年度LGBTQ电视剧集                                                | 《超感8人组》 | 提名 | [ 159 ] [ 160 ] |
| 2016 | 多利安奖             | 年度戏剧性电视剧集                                               | 《超感8人组》 | 提名 | [ 159 ] [ 160 ] |
| 2016 | 第27屆GLAAD媒體獎    | 杰出剧情类剧集                                                   | 《超感8人组》 | 獲獎 | [ 161 ] [ 162 ] |
| 2016 | 好莱坞职业联盟奖     | 杰出调色–电视                                                    | 托尼·达斯丁（Tony Dustin） | 提名 | [ 163 ] [ 164 ] |
| 2016 | 外景制片人协会奖     | 杰出当代电视剧集外景                                             | 马可·加卡隆（Marco Giacalone）和比尔·鲍林（Bill Bowling）                                                                                                   | 獲獎 | [ 165 ]         |
| 2016 | 第42屆土星獎         | 最佳新电视剧集                                                   | 《超感8人组》 | 提名 | [ 166 ] [ 167 ] |
| 2016 | 第68屆艾美獎         | 杰出主题曲奖                                                     | 约翰尼·克里麦克（Johnny Klimek）和汤姆·提克威尔 | 提名 | [ 168 ] [ 143 ] |
| 2017 | 第69屆艾美獎         | Outstanding Cinematography for a Single-Camera Series (One Hour) | John Toll (for: "Obligate Mutualisms") | 提名 | [ 169 ] [ 170 ] |
| 2018 | 多里安獎             | LGBTQ TV Show of the Year                                        | Sense8 | 提名 | [ 171 ] [ 172 ] |
| 2018 | 第29屆GLAAD媒體獎    | Outstanding Drama Series                                         | Sense8 | 提名 | [ 173 ] [ 174 ] |
| 2019 | 2018年美國製片公會獎 | Outstanding Producer of Streamed or Televised Motion Pictures    | Marcus Loges, Alex Boden, Roberto Malerba, Terry Needham, John Toll, Lana Wachowski, J. Michael Straczynski, and Grant Hill (for: "Together Until the End") | 提名 | [ 176 ] [ 177 ] |
| 2019 | 第30屆GLAAD媒體獎    | Outstanding TV Movie or Limited Series                           | Sense8 | 提名 | [ 178 ] [ 179 ] |

## 推广
2015年7月开始，Netflix巴西分公司发布了一系列名为《超感8人组：解码》（英語：Sense8: Decoded）的纪录片。这些影片由胡奥·外尼尔（João Waine）执导，灵感来源于《超感8人组》，简要地涉及到了精神病学、女性主義、跨性別和佛教等主题。同月稍晚时候，Netflix在Spotify发布了一首名为《脑电波交响曲》（英語：Brainwave Symphony）的歌曲。为了录制这首歌，他们记录下了八名路人在不同的刺激下各自的腦電圖，然后从这些脑电图中各截取出了一段旋律，并把它们按照该季的剧情走势安排顺序，混音得到了一首歌。2015年8月上旬，Netflix上线了半小时时长的网络纪录片《超感8人组：创造世界》（英語：Sense8: Creating the World），在全世界拍摄来展示第1季的制作过程。
2016年3月3日，正在进行的第2季的公开剧照被拉娜·沃卓斯基附上一则简短的说明贴在了网上，并附上了“#Road2Sense8”的主題標籤，此后该标签继续被用作发布有关資訊。